# 第二大马远景策划纲要
第二大马远景策划纲要（英文：The Second Outline Perspective Plan，简称OPP 2）是马来西亚于1991年至2000年执行的经济政策，为期十年，亦称新发展政策（New Development Policy/NDP）。
在此政策下，马来西亚立下了2020年宏愿，计划在30年内将马来西亚建成为先进国。在此目标下，国家经济既要发展，也将不分种族消除贫穷，力求重组社会，达致一个团结与公平的社会。